# Disque de Newton

Le disque chromatique de Newton publié dans Opticks.

Un disque de Newton est un disque composé de secteurs aux couleurs de l'arc-en-ciel, choisies pour qu'en rotation rapide, le disque semble gris.
Ptolémée a noté au IIe siècle la fusion des couleurs sur un disque tournant ; Isaac Newton a utilisé d'autres moyens pour établir que les couleurs pures peuvent se combiner en un gris neutre ; mais dans le courant du XIXe siècle, le matériel pédagogique pour cette expérience a été associé à son nom.

## Dispositif

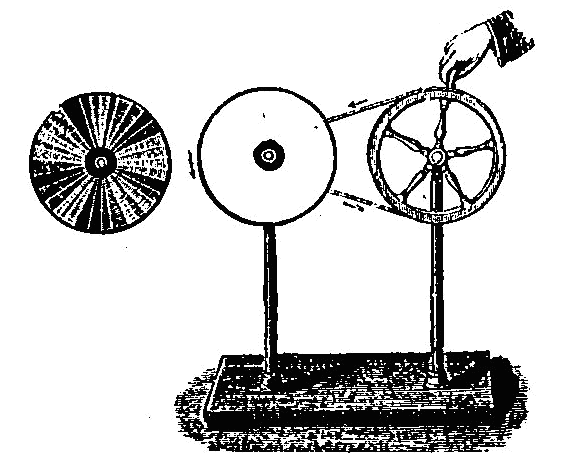
Fonctionnement d'un disque de Newton.

Une manivelle reliée au disque par une poulie et une courroie permet de faire tourner rapidement un disque divisé en secteurs peints des couleurs de l'arc-en-ciel. L'œil ne pouvant suivre le mouvement, la persistance rétinienne effectue la combinaison des couleurs. Si celles-ci sont bien choisies, on ne voit plus que du gris. Réduire la taille des secteurs facilite leur fusion.
Cette expérience qui combine les couleurs pour donner du blanc est complémentaire de celle au cours de laquelle, à l'aide d'un prisme, on sépare la lumière blanche en ses différentes composantes colorées qu'on regroupe ensuite avec une lentille ; mais elle concerne des surfaces colorées par des pigments, et non des lumières monochromatiques.
On peut réaliser des disques de Newton avec un nombre quelconque de couleurs. Peut-être pour justifier le nom du dispositif, on le divise souvent en sept secteurs. Dans son Opticks, Newton divise la continuité des couleurs de l'arc-en-ciel en sept secteurs analogues à la division de la continuité des sons en notes de la gamme en musique ; son disque, cependant, n'est pas destiné à reconstituer la lumière blanche, mais à disposer les couleurs dans un espace précurseur du diagramme de chromaticité, blanc au centre, couleurs pures à la périphérie.
On peut faire l'expérience avec deux couleurs, pourvu qu'elles soient complémentaires. C'est un moyen de vérifier qu'elles le sont. Avec un secteur mobile, on peut régler la proportion des deux couleurs. Si les couleurs sont effectivement complémentaires, on trouve un réglage tel qu'on voit le disque gris.

## Pédagogie
L'expression Disque de Newton est attestée en 1852 dans un catalogue de matériel pédagogique ; le dispositif sert aussi bien pour la démonstration de la persistance rétinienne que pour la fusion des couleurs.
La leçon est pratique, l'expérience est simple, facilement reproductible, et pouvait être faite dans les salles de classe. Il n'y avait pas besoin d'arranger des lentilles, de trouver une lumière puissante, de faire l'obscurité. Elle est moins facile dans les salles modernes ; l'éclairage par tube fluorescent la perturbe par son effet stroboscopique.
Elle montre la synthèse du blanc, mais ne démontre pas les propriétés du spectre visible. « Dans l'expérience bien connue du disque de Newton, on montre la recomposition de la lumière blanche en utilisant la persistance des images sur la rétine ; mais les couleurs dont on produit ainsi la fusion ne sont pas les couleurs des spectres : ce sont les couleurs des pigments fixés sur le disque mobile, couleurs complexes, arbitrairement choisies, et qu'il est nécessaire d'assortir et de proportionner par tâtonnement si l'on veut que l'expérience réussisse, c'est-à-dire si l'on veut que la rotation du disque produise l'impression d'une plaque franchement blanche, ou, pour mieux dire, franchement grise ». D'ailleurs, « ce ne sont pas les couleurs elles-mêmes qui se combinent, mais bien les impressions successives que chacune d'elles forme sur la rétine », distinction qui affaiblit notablement le raisonnement.
Attribuer l'expérience à Isaac Newton permettait aux maîtres de parler de ce savant, dont la notoriété dépasse certainement celle de tous les théoriciens de la couleur ; d'autant que Voltaire, un autre héros des Lumières avait défendu et propagé ses idées. Les enseignants devaient cependant savoir que Newton avait utilisé, pour appuyer ses thèses, des expériences plus rigoureusement organisées. Les explications de la couleur qu'il a publiées en 1704 dans son Opticks ont en tous cas emporté la conviction, malgré beaucoup de polémiques, et l'expérience du disque tournant lui reste informellement associée, comme la plus simple de celles qui amènent à l'idée que « la lumière blanche n'est pas, comme on le croyait avant lui, simple et indivisible ».
Curieusement, les manuels regorgent de détails sans rapport avec l'expérience ou la thèse qu'elle soutient, comme s'il s'agissait d'un rite. « Si l'on fait tourner un disque de carton divisé en secteurs colorés dans l'ordre de décomposition (disque de Newton), on obtient à l'œil la sensation de lumière blanche », lit-on dans un dictionnaire de 1922 qui reprend une revue de 1882 qui suit Théodose du Moncel. Un disque couvert d'un dégradé de couleurs peut arriver au même résultat. Si le disque est divisé en secteurs, leur ordre est indifférent. « Sur un disque de carton bordé d'un filet noir et également marqué au centre d'un cercle noir », prescrit un auteur qui préconise avec justesse des secteurs étroits qui se répètent. Le détourage du cercle a un effet marginal. « La surface du disque paraît d'un blanc d'autant plus parfait que les couleurs des secteurs se rapprochent davantage des couleurs du spectre », affirme le manuel de physique de 1re de 1903, démenti devant l'Académie des sciences en 1886. En 1925, le président du jury s'inquiète de l'effet sur les candidats à l'Agrégation de physique : « les expériences de synthèse sont presque toujours mal décrites et on attache, en général, trop d'importance à la moins démonstrative, celle du disque de Newton ».
Le disque de Newton, montré dès l'école primaire, peut à cette époque servir à des métaphores sans rapport avec la perception des couleurs.

## Dérivés

### Colorimétrie
Le même procédé peut s'utiliser pour démontrer la possibilité de synthèse additive. Le disque est alors divisé en trois secteurs d'une couleur primaire dont la largeur s'ajuste sur fond noir. On règle la taille des secteurs jusqu'à ce que la teinte vue sur le disque tournant soit identique à celle de la surface de l'échantillon. On pourra reproduire toutes les couleurs du gamut, forcément limité, de ce dispositif. On parle alors de disques de Maxwell.

### Disque de Benham, effet Fechner

Disque de Benham.

Le disque de Newton requiert peu de ressources technologiques, mais les calculs de proportions qu'on effectue à partir de ses résultats supposent que le temps de réaction de l'œil est identique pour chaque couleur, ce qu'on n'a pas manqué de tenter de vérifier. Gustav Fechner a montré que ce n'est pas tout à fait le cas. Lorsqu'un disque divisé en secteurs noirs et blancs, la proportion de noir augmentant vers le centre, tourne rapidement devant un observateur, cette personne ne voit pas des gris, mais des anneaux colorés, dont la couleur varie avec la vitesse de rotation.
Le disque de Benham est une application ludique de cette expérience.